# WUFA World Series 2021
La WUFA World Series de 2021 fue la primera edición de la WUFA World Series organizada por WUFA, en asociación con la Merrist Wood College. Se jugó del 16 al 23 de mayo de 2021 en Surrey, Inglaterra.
Este fue el primer torneo que se disputó desde la formación de la World Unity Football Alliance en julio de 2020.

## Participantes
Los 4 equipos participantes fueron elegidos debido a su proximidad a Surrey para limitar los viajes de acuerdo con las restricciones de COVID-19 en Reino Unido que aún estarán vigentes cuando se realice el torneo.
| Equipos participantes | Equipos participantes | Equipos participantes | Equipos participantes |
| --------------------- | --------------------- | --------------------- | --------------------- |
| Surrey                | Barāwe                | Islas Chagos          | Magreb                |

## Resultados

### Semifinales[2]
| 16 de mayo de 2021 | Surrey  | 1:3     | Islas Chagos |                            |                            |
| 12:00              | Andrade | Reporte |              | Asistencia: 0 espectadores | Asistencia: 0 espectadores |

| 16 de mayo de 2021 | Barāwe | 3:1     | Magreb |  |  |
| 15:00              |        | Reporte |        |  |  |

### Tercer lugar
| 23 de mayo de 2021 | Surrey         | 2:1     | Magreb |                            |                            |
|                    | Thomas · Ajayi | Reporte |        | Asistencia: 0 espectadores | Asistencia: 0 espectadores |

### Final
| 23 de mayo de 2021 | Barāwe | 2:2 (4:5 p.) | Islas Chagos |  |  |
|                    |        | Reporte      |              |  |  |

| Bandera de Islas Chagos |
| Campeón Islas Chagos    |
| 1.er título             |

## Clasificación final
| Pos | Equipo       | PJ | G | E | P | GF | GC | DG | Pts |
| --- | ------------ | -- | - | - | - | -- | -- | -- | --- |
| 1   | Islas Chagos | 2  | 1 | 1 | 0 | 5  | 3  | +2 | 4   |
| 2   | Barāwe       | 2  | 1 | 1 | 0 | 5  | 3  | +2 | 4   |
| 3   | Surrey       | 2  | 1 | 0 | 1 | 3  | 4  | -1 | 3   |
| 4   | Magreb       | 2  | 0 | 0 | 2 | 2  | 5  | -3 | 0   |